# Eccellenza Toscana 1992-1993
Il campionato italiano di calcio di Eccellenza regionale 1992-1993 è stato il secondo organizzato in Italia. Rappresenta il sesto livello del calcio italiano.
Questo è il campionato regionale della regione Toscana.

## Squadre partecipanti
| Squadra                   | Città                          |
| ------------------------- | ------------------------------ |
| U.S. Bozzano              | Massarosa (LU)                 |
| A.S. Calzaturieri         | Santa Maria a Monte (PI)       |
| U.S. Castelnuovo          | Castelnuovo di Garfagnana (LU) |
| A.S. Certaldo             | Certaldo (FI)                  |
| U.S. Cortona Camucia      | Cortona (AR)                   |
| A.C. Foiano               | Foiano della Chiana (AR)       |
| U.S. Forte dei Marmi      | Forte dei Marmi (LU)           |
| A.S. Fortis Juventus 1909 | Borgo San Lorenzo (FI)         |
| U.S. Grassina             | Grassina (FI)                  |
| U.S. Grosseto             | Grosseto                       |
| U.S. Perignano            | Lari (Italia) (PI)             |
| U.S. Piombino             | Piombino (LI)                  |
| A.C. Quarrata Olimpia     | Quarrata (PT)                  |
| U.S. Sangimignanese       | San Gimignano (SI)             |
| A.C. Sangiovannese        | San Giovanni Valdarno (AR)     |
| G.S. Staggia              | Staggia Senese (SI)            |
| G.S. Tuttocalzatura       | Castelfranco di Sotto (PI)     |
| A.S. Venturina            | Venturina (LI)                 |

## Classifica finale
|  | Pos. | Squadra          | Pt | G  | V  | N  | P  | GF | GS | DR  |
|  | ---- | ---------------- | -- | -- | -- | -- | -- | -- | -- | --- |
|  | 1.   | Sangiovannese    | 47 | 34 | 17 | 13 | 4  | 43 | 17 | +26 |
|  | 2.   | Certaldo         | 46 | 34 | 15 | 16 | 3  | 39 | 16 | +23 |
|  | 3.   | Bozzano          | 45 | 34 | 17 | 11 | 6  | 36 | 19 | +17 |
|  | 4.   | Piombino         | 43 | 34 | 16 | 11 | 7  | 40 | 22 | +18 |
|  | 5.   | Tuttocalzatura   | 43 | 34 | 15 | 13 | 6  | 39 | 21 | +18 |
|  | 6.   | Sangimignanese   | 39 | 34 | 13 | 13 | 8  | 27 | 21 | +6  |
|  | 7.   | Grassina         | 37 | 34 | 12 | 13 | 9  | 31 | 30 | +1  |
|  | 8.   | Grosseto         | 34 | 34 | 10 | 14 | 10 | 25 | 29 | -4  |
|  | 9.   | Venturina        | 34 | 34 | 9  | 16 | 9  | 27 | 30 | -3  |
|  | 10.  | Fortis Juventus  | 32 | 34 | 8  | 16 | 10 | 29 | 31 | -2  |
|  | 11.  | Castelnuovo      | 31 | 34 | 8  | 15 | 11 | 31 | 37 | -6  |
|  | 12.  | Quarrata Olimpia | 30 | 34 | 8  | 14 | 12 | 30 | 36 | -6  |
|  | 13.  | Staggia          | 29 | 34 | 7  | 15 | 12 | 24 | 26 | -2  |
|  | 14.  | Perignano        | 28 | 34 | 7  | 14 | 13 | 20 | 33 | -13 |
|  | 15.  | Forte dei Marmi  | 27 | 34 | 8  | 11 | 15 | 32 | 39 | -7  |
|  | 16.  | Calzaturieri     | 25 | 34 | 7  | 11 | 16 | 28 | 42 | -14 |
|  | 17.  | Cortona Camucia  | 25 | 34 | 6  | 13 | 15 | 31 | 51 | -20 |
|  | 18.  | Foiano           | 17 | 34 | 1  | 15 | 18 | 16 | 48 | -32 |

- Sangiovannese promossa in Serie D
- Certaldo e Grosseto sono promosse in Serie D per ripescaggio
- Nessuna retrocessione per allargamento quadri (istituzione secondo girone di Eccellenza)